# Jan van Borssum Waalkes
Jan van Borssum Waalkes (1922 - 1985 ) fue un botánico, pteridólogo, explorador, y profesor neerlandés.

## Algunas publicaciones
- 1966. Malesian Malvaceae Revised. Blumea 14 (1 ), 213 pp. tijdschrift voor de systematiek en de geografie der planten
- La abreviatura «Borss.Waalk.» se emplea para indicar a Jan van Borssum Waalkes como autoridad en la descripción y clasificación científica de los vegetales.[2]